# Lista orașelor din Dominica
Aceasta este o listă a orașelor din Dominica.
- Anse du Mé
- Atkinson
- Bagatelle
- Barroui (de asemenea Salisbury)
- Bataka
- Belles
- Bellevue Chopin
- Bense
- Berekua (numit de mulți localnici și Grand Bay)
- Bioche
- Boetica
- Bornes
- Calibishie
- Campbell
- Canefield
- Castle Bruce
- Capucin
- Clifton
- Colihaut
- Cottage
- Coulibistri
- Delices
- Dublanc
- Dubuc
- Eggleston
- Fond Cani
- Fond St. Jean
- Galion
- Giraudel
- Grand Fond
- Hampstead
- La Plaine
- Laudat
- Layou
- Loubiere
- Massacre
- Mahaut
- Marigot
- Mero
- Morne Daniel
- Morne Prosper
- Paix Bouche
- Penville
- Petite Savanne
- Petite Soufriere
- Pichelin
- Pointe Michel
- Pont Cassé
- Portsmouth (Grand-Anse)
- Rosalie
- Roseau
- Saint Joseph
- Saint Sauveur
- Salybia
- Scotts Head
- Soufrière
- Stowe
- Tanetane
- Tarou
- Thibaud
- Toucari
- Trafalgar
- Vieille Case
- Wesley (La Soie)
- Woodford Hill
- Wotten Waven